# Ядро на Поасон
Ядрото на Поасон е сумиращо ядро, което се използва в хармоничния анализ. Задава се с формулата
{\displaystyle P_{r}(t)=\sum _{j=-\infty }^{\infty }r^{|j|}e^{ijt}},
където 0 < r < 1. Може да се представи и в следния вид
{\displaystyle P_{r}(t)=1+2\sum _{j=1}^{\infty }r^{j}\cos(jt)}
или
{\displaystyle P_{r}(t)={\frac {1-r^{2}}{1-2r\cos t+r^{2}}}=Re\left({\frac {1+re^{it}}{1-re^{it}}}\right).}
Ядрото на Поасон не е редица от тригонометрични полиноми, но в замяна на това P(r,t) е намаляваща функция на t за {\displaystyle 0<t<\pi }.
Поради равномерната сходимост на реда, с който се задава P(r,t), имаме следното равенство
{\displaystyle (P_{r}\ast f)(t)=\sum _{n}{\hat {f}}(n)r^{|n|}e^{int}}
ядрото на Поасон се използва като връзка между теорията на тригонометричните редове и теорията на аналитичните функции.

## Приложение в комплексния анализ
Много важно свойство на ядрото на Поасон, което се използва в комплексния анализ е, че интегралът на Поасон на {\displaystyle P_{r}} дава решение на задачата на Дирихле за единичния кръг. Задачата на Дирихле търси решения на уравнението на Лаплас в единичния кръг с гранично условие на Дирихле.
Нека {\displaystyle D=\{z:|z|<1\}} е единичния кръг в C. Ако f е непрекъсната функция {\displaystyle \partial D\mapsto \mathbb {R} }, то функцията u зададена с
{\displaystyle u(re^{i\theta })={\frac {1}{2\pi }}\int _{-\pi }^{\pi }P_{r}(\theta -t)f(e^{it})dt}
е хармонична в D и е равна на f по единичната окръжност.